# Беброво
Беброво е село в Северна България. То се намира в община Елена, област Велико Търново.

## География
Село Беброво се намира на 13 km североизточно от град Елена. Разположено е в красива надлъжна котловина в северните склонове на Елено-Твърдишкия дял на Стара планина, на около 430 m надморска височина. През селото минават основните пътища от Велико Търново за Сливен и от Горна Оряховица през Златарица за Котел и Бургас. През селото протича неголямата Бебровска река, наричана още Брезовица или Каменица, същата при поройни дъждове излиза от тясното си корито и се разлива. От север и запад селото е защитено от студените ветрове чрез високи ридове.

## История
Беброво е старо българско селище, основано преди завладяването на България от османските турци. В землището му има останки от старо кале и римски път. Според предание основите на селището били положени от прокудени от векове. Има следи от два манстира – „Св. Четиридесет мъченици“ и „Св. Никола“, за които се предполага, че са от времето на царуването на Иван Асен II. През 1995 година на мястото, където е бил манастирът „Св. Никола“, е възстановен паметният знак със съдействието на кмета Стоян Трифонов, Стефан Христов-Началника и дългогодишния кмет и учител Петър Векилов. Паметникът е осветен от великотърновския владика Григорий.
В годините на османската власт от 1860 г. до Освобождението Беброво е административен център на кааза (околия), по-късно нахия (подоколия), обхващаща източната част на Еленския край, тъй наречения Тузлук.
Предполага се, че името му произлиза от животното бобър (на старобългарски бебър), което някога се въдело по тези места. Това твърдение се поддържа от Константин Иречек. Стефан Савов Бобчев лансира версията, че в горите около мястото на днешното село се развъждали птички, наричани „бебри“. Има и мнение, че в началото селото се наричало Дъбравата, а с течение на времето придобило днешното си име.
През епохата на Възраждането Беброво е било голямо село, населено с будно и свободолюбиво българско население, с добре развити занаяти и търговска дейност. Често то било наричано градец. Отличавало се с хубави двуетажни, добре уредени къщи, които с възхищение описва при посещението си Феликс Каниц (1872). За Беброво ласкаво се изказват и пътешествениците Феликс льо Божур (1817) и Ами Буе (1854).
„Повечето къщи на Беброво са двуетажни, украсени са с хубави балкони. Таваните им, прозорците, капаци, иконостаси и долапи са инкрустирани с разноцветно дърво и изненадват с богатството и изящността на линиите“ – пише Ф. Каниц. Той е нарисувал гостната стая в хана, където бил отседнал.
Селището е опожарявано и разорявано по време на кърджалийските набези в края на XVIII и началото на XIX век и през Руско-турската Освободителна война (7 август 1877 г.), при което хубавите къщи били унищожени. Бебровчани слагат началото на съседното село Константин през 1878 г.
Основния поминък на населението е било скотовъдството и земеделието. Предприемчивите бебровчани ходели по далечни краища като градинари на гурбет. Те се занимавали и със занаяти и търговия. Известно е, че бебровчанките Ружа и Стойка ходили по искане на турския везир чак в Цариград да учат стамбулските гъркини да тъкат аби за аскера. Развити били сапунжийството, кундуржийството, дюлгерството и др. Захарий Стоянов в своите записки посочва завидния търговски нюх на бебровските търговци на суджук и пастърма, сапун и оцет, обикалящи по всички краища на Турската империя. В Беброво след Освобождението се поддържала традицията да няма къща без дюкян.
Бебровчани участват във Велчовата завера (1835), в подготовката на въстанието на капитан дядо Никола (1856), в четите на Хаджи Димитър и Стефан Караджа (1868) и на Стоил войвода (1876), в подготовката на Априлското въстание и др. Тук Васил Левски устройва събрание (1871). В Българското опълчение участват 13 души от селото. При избухването на Балканската война един човек от Беброво е доброволец в Македоно-одринското опълчение.

## Население
Преброяване на населението през 2011 г.
Численост и дял на етническите групи според преброяването на населението през 2011 г.:
|                     | Численост |
| Общо                | 234       |
| Българи             | 150       |
| Турци               | 48        |
| Цигани              | -         |
| Други               | 3         |
| Не се самоопределят | 20        |
| Неотговорили        | 13        |

## Религии
Църквата „Свети Георги“ е построена на мястото на предишна стара църква през 1835 г. През Освободителната война тя била разрушена. Възстановена е през 1879 г. и е осветена от епископ Климент. Иконостасът е дело на дебърски майстори от рода Филипови,

## Обществени институции
Беброво има стародавни традиции в просветното дело. Счита се, че тук е имало килийно училище при черквата още в 1590 г. През 1851 г. е построена сграда на килийното училище. Създадено било и отделно девическо училище. От 1902 г. съществуват вечерно и неделно училище, а в 1903 г. е открита прогимназия. Създадени били и две професионални училища – девическо стопанско (1903) и държавно допълнително земеделско (1925).
Местното читалище „Искрена любов“, наречено по-късно „Надежда“, е създадено през 1870 г. Читалищната сграда е открита на 7 януари 1939 г. Читалището развива активна културно-просветна дейност.
От 1935 до 1939 г. местният интелектуалец Петър Марков издава тук вестник „Бебровски глас“, застъпващ радикални и прогресивни позиции.

## Редовни събития
6 май – събор на селото, на който се организират традиционните народни борби;

27 октомври – пазар на земеделска продукция и животни, предимно прасета.

## Известни личности
Родени в Беброво
- Михал Добрев (1874 – ?), македоно-одрински опълченец, 2 рота на 9 велешка дружина[5]
- Сава Мирков (1850 – 1927), военен лекар
- Янаки Моллов (1882 – 1948), икономист и политик
- Иван Попов (1919 – 2011), архитект
- Станчо Савов (1877 – ?), бивш кмет на Варна
- Атанас Стефанов (1894 - 1953), български геолог и палеонтолог, старши научен сътрудник
- Никола Рашев (1904 – 1993), електроинженер, лауреат на Димитровска награда

Други
- Димитър Моллов (1846 – 1914), лекар и политик, произхожда от Беброво, учи в селото през 1850-те, а през 1891 – 1894 е интерниран там
- Евстати Хилендарски (Димчо хаджи Попдимитров Моллов), възрожденски учител, архимандрит, дарител на селото
- Никола Савов Бакърджиев, генерал-майор. Проявил се като отличен артилерист в Сръбско-българската война (1885).
- Станчо Димитров Димитриев, военен деец, капитан I ранг, един от строителите на Българския черноморски флот, командир на крайцера „Надежда“, началник на Българския военноморски флот.
- Христо Анастасов Коеджиков (1915 – 1988), проф., дсн, декан на Агрономическия факултет и зам. ректор на Висшия селскостопански институт „Г. Димитров“.